# Шилово (Алтайский край)
Шилово — село в Калманском районе Алтайского края России. Административный центр Шиловского сельсовета.

## География
Село находится в центральной части Алтайского края, в лесостепной зоне, в пределах северо-восточной части Приобского плато, на левом берегу реки Малая Калманка, на расстоянии примерно 17 километров (по прямой) к западу-северо-западу (WNW) от села Калманка, административного центра района. Абсолютная высота — 175 метров над уровнем моря.

### Уличная сеть
В селе пять улиц.

### Климат
Климат умеренный, резко континентальный. Средняя температура января составляет −17,7 °C, июля — +19,6 °C. Годовое количество атмосферных осадков — 350—400 мм.

## История
Село основано в 1725 году. В «Списке населенных мест Российской империи» 1868 года издания населённый пункт упомянут как заводская деревня Шилова Барнаульского округа Томской губернии при речке Калманке. В деревне имелось 48 дворов и проживало 305 человек (142 мужчины и 163 женщины).
В 1893 году в деревне, относившемуся к Шадринской волости Барнаульского уезда, имелось 175 дворов (из которых 140 — крестьянские) и проживало 800 человек (389 мужчин и 411 женщин). Функционировало питейное заведение.
По состоянию на 1911 год село Шиловское включало в себя 600 дворов. Население на тот период составляло 5718 человек. Действовали церковь, училище министерства народного просвещения, школа грамоты, три мануфактурных и пять мелочных лавок, три маслодельных завода, казённая винная лавка и базар.
В 1926 году имелось 672 хозяйства и проживало 3490 человек (1658 мужчин и 1832 женщины). В административном отношении являлось центром Шиловского сельсовета Чистюньского района Барнаульского округа Сибирского края.

## Население
| 1997 | 1998 | 1999 | 2000 | 2001 | 2002 | 2003 |
| ---- | ---- | ---- | ---- | ---- | ---- | ---- |
| 606  | ↘596 | ↘586 | ↘579 | ↘565 | ↘559 | ↗566 |
| 2004 | 2005 | 2006 | 2007 | 2008 | 2009 | 2010 |
| ↗568 | ↘542 | ↘539 | ↗544 | ↘542 | ↗549 | ↘455 |
| 2011 | 2012 | 2013 |      |      |      |      |
| ↘452 | ↘430 | ↘418 |      |      |      |      |

Согласно результатам переписи 2002 года, в национальной структуре населения русские составляли 95 %.

## Известные уроженцы, жители
Горшков, Николай Васильевич (1906—1976)  — советский деятель народного образования, работник в области радиовещания, председатель Новосибирского радиокомитета (1946—1949).

## Инфраструктура
В селе функционируют средняя общеобразовательная школа, детский сад, фельдшерско-акушерский пункт (филиал КГБУЗ «Калманская центральная районная больница»), дом культуры, библиотека и отделение Почты России.

## Транспорт
Деревня доступна автотранспортом по региональной автодороге 01Н-1602.
В пешей доступности находится платформа 290 км Барнаул — Семипалатинск Алтайской железной дороги (код 844538).